# Watcha Clan
Watcha Clan est un groupe français d'electro, originaire de Marseille, dans les Bouches-du-Rhône.

## Histoire
L'histoire familiale de la leader du groupe, Sista K, est étroitement liée à sa musique. Elle est juive ashkénaze du côté de sa mère et séfarade et berbère du côté de son père. En 1999, la Marseillaise d'origine forme le groupe Watcha Clan. Sa musique se caractérise par un son éclectique, allant de la trance gnawa et de la drum and bass au hip-hop, en passant par le brass des Balkans, et combinant le folk sépharade et le beat dancefloor. le groupe sort son premier album, Nomades AKA, en 2002 au label Vaï La Bott. L'album est écoulé à plusieurs milliers d'exemplaires. Ce n'est que trois ans après la sortie de ce premier opus que le groupe publie une suite, intitulée Le Bastion, toujours chez Vaï La Bott.
En 2008, le groupe publie l'album Diaspora Hi-Fi, qui a été classé dans le top 20 du World Music Charts européens pendant plusieurs mois. Pour la chanteuse Sista K « cette signature avec l’un des derniers labels européens indépendants marque un tournant décisif pour nous. D’abord, l’orientation artistique de ce label nous correspond. Ensuite, cela va nous donner une force de frappe plus importante, car nous sommes bien distribués dans les bacs ». 2011 assiste à la sortie de l'album Radio Babel, toujours soutenu par le label allemand Piranha.
Le groupe se sépare, et Sista K décide, de son côté, de démarrer une carrière solo.

## Style musical
Les paroles de leurs chansons sont en arabe, en hébreu, en espagnol, en yiddish, en touareg, en français et en anglais. Musicalement, le groupe mêle des influences ragga, dub, electro et jungle.

## Discographie

### Albums studio
- 2002 : Nomades A.K.A. (Vaï La Bott)
- 2005 : Le Bastion (Vaï La Bott)
- 2006 : Live Injection (Vaï La Bott)
- 2008 : Diaspora Hi-Fi (Vaï La Bott/Piranha Muzik)
- 2009 : Diaspora Remixed (Vaï La Bott/Piranha Muzik)
- 2011 : Radio Babel (Vaï La Bott/Piranha Muzik)

### Albums live
- 2001 : Live au Cabaret Rouge (Vaï La Bott/Sous-Marin)

## Anciens membres
- Sista Ka — chant
- Matt la Bess — basse, contrebasse, guitare
- Supreme Clem — claviers, mélodica, accordéon, samples, boites à rythmes
- Nassim Kouti — guitare, chant, percussions